# Everett Dawkins
Everett Dawkins (Spartanburg, 13 giugno 1990) è un ex giocatore di football americano statunitense che ha giocato nel ruolo di defensive tackle. Fu scelto dai Minnesota Vikings nel corso del settimo giro (229º assoluto) del Draft NFL 2013. Al college ha giocato a football all'Università statale della Florida.

## Carriera professionistica

### Minnesota Vikings
Dawkins fu scelto nel corso del settimo giro del Draft 2013 dai Minnesota Vikings il 27 aprile, per poi essere svincolato il 31 agosto ed in seguito inserito nella squadra di allenamento.

### Dallas Cowboys
Il 6 novembre, ancora membro della squadra di allenamento dei Vikings, fu ingaggiato dai Dallas Cowboys che lo inserirono nel roster dei 53 giocatori attivi (transazione questa permessa dal regolamento della NFL), con i quali debuttò tra i professionisti nella gara persa 17-49 contro i New Orleans Saints, senza mettere alcuna statistica a referto.

### Tampa Bay Buccaneers
Dopo essere stato svincolato dai Cowboys, Dawkins firmò coi Tampa Bay Buccaneers.

## Vittorie e premi
Nessuno

## Statistiche
| Partite totali      | 1 |
| Partite da titolare | 0 |
| Tackle              | 0 |
| Sack                | 0 |
| Intercetti          | 0 |

Statistiche aggiornate alla settimana 13 della stagione 2013